# بينيت بيكنل
بينيت بيكنل هو محرر وصحفي وسياسي أمريكي، ولد في 14 نوفمبر 1781 في مانسفيلد في الولايات المتحدة، وتوفي في 15 سبتمبر 1841 في موريسفيل في الولايات المتحدة. نشط حزبياً في الحزب الديمقراطي. وقد انتخب عضو جمعية ولاية نيويورك ‏ وانتخب عضو مجلس ولاية نيويورك ‏ وانتخب عضو مجلس النواب الأمريكي.